# Sečanj
Sečanj (Servisch: Сечањ) is een gemeente in het Servische district Centraal-Banaat.
Sečanj telt 16.377 inwoners (2002). De oppervlakte bedraagt 523 km², de bevolkingsdichtheid is 31,3 inwoners per km².
De gemeente omvat naast de hoofdplaats Sečanj de plaatsen Jaša Tomić, Banatska Dubica, Boka, Busenje, Jarkovac, Konak, Krajišnik, Neuzina, Sutjeska en Šurjan.

## Etnische minderheden
- In Busenje vormen de Hongaren 85% van de bevolking
- In Surjan vormen de Hongaren 42% van de bevolking (De Serviërs 43%)
- In Kanak vormen de Hongaren 37% van de bevolking
- In Neuzina vormen de Hongaren 36% van de bevolking
- In Boka vormen de Hongaren 29% van de bevolking
- In Sutjeska vormen de Roemenen 28% van de bevolking.
- In Jaša Tomić (Hongaars: Modos) vormen de Hongaren 8% van de bevolking.

| Etnische groep | Bevolkingsaantal 2011 | %      |
| -------------- | --------------------- | ------ |
| Serviërs       | 9.165                 | 69,08% |
| Hongaren       | 1.691                 | 12,75% |
| Roma           | 714                   | 5,38%  |
| Roemenen       | 566                   | 4,27%  |
| Kroaten        | 113                   | 0,85%  |
| Bulgaren       | 87                    | 0,66%  |
| Slovwaken      | 52                    | 0,39%  |
| Joegoslaven    | 50                    | 0,38%  |
| Macedoniërs    | 39                    | 0,29%  |
| Duitsers       | 39                    | 0,29%  |
| Montenegrijnen | 24                    | 0,18%  |
| Overigen       | 727                   | 5,48%  |
| Totaal         | 13.267                |        |